# Dacus chapini
Dacus chapini är en tvåvingeart som beskrevs av Charles Howard Curran 1927. Dacus chapini ingår i släktet Dacus och familjen borrflugor. Inga underarter finns listade i Catalogue of Life.